# Rum Sodomy & the Lash
Az 1985-ös Rum Sodomy & the Lash a The Pogues második nagylemeze. A cím egy Churchill-idézet. A borító Théodore Géricault egy festménye, melyen az együttes tagjainak arcképére cserélték ki az eredeti alakok arcát. A brit albumlistán a 13. helyig jutott. Az A Pair of Brown Eyes a 72. helyig jutott a kislemezlistán.
Az album szerepel az 1001 lemez, amit hallanod kell, mielőtt meghalsz című könyvben.

## Az album dalai
|     | Cím                                                        | Szerző(k)           | Hossz |
| --- | ---------------------------------------------------------- | ------------------- | ----- |
| 1.  | The Sick Bed of Cúchulainn                                 | Shane MacGowan      | 2:59  |
| 2.  | The Old Main Drag                                          | MacGowan            | 3:19  |
| 3.  | Wild Cats of Kilkenny                                      | MacGowan, Jem Finer | 2:48  |
| 4.  | I'm a Man You Don't Meet Every Day                         | tradicionális       | 2:55  |
| 5.  | A Pair of Brown Eyes                                       | MacGowan            | 4:54  |
| 6.  | Sally MacLennane                                           | MacGowan            | 2:43  |
| 7.  | A Pistol for Paddy Garcia (bónuszdal az 1989-es kiadásról) | Finer               | 2:31  |
| 8.  | Dirty Old Town                                             | Ewan MacColl        | 3:45  |
| 9.  | Jesse James                                                | tradicionális       | 2:58  |
| 10. | Navigator                                                  | Phil Gaston         | 4:12  |
| 11. | Billy's Bones                                              | MacGowan            | 2:02  |
| 12. | The Gentleman Soldier                                      | tradicionális       | 2:04  |
| 13. | And the Band Played Waltzing Matilda                       | Eric Bogle          | 8:10  |

## Közreműködők
- Shane MacGowan – ének
- Spider Stacy – síp
- James Fearnley – tangóharmonika
- Jem Finer – bendzsó
- Cait O'Riordan – basszusgitár
- Andrew Ranken – dob
- Philip Chevron – gitár

### További zenészek
- Henry Benagh – hegedű
- Dick Cuthell – kürt
- Tommy Keane – ír duda

## Fordítás
Ez a szócikk részben vagy egészben a Rum Sodomy & the Lash című angol Wikipédia-szócikk ezen változatának fordításán alapul.  Az eredeti cikk szerkesztőit annak laptörténete sorolja fel. Ez a jelzés csupán a megfogalmazás eredetét és a szerzői jogokat jelzi, nem szolgál a cikkben szereplő információk forrásmegjelöléseként.